# صفی‌کرد، گوی‌گول
صفی‌کرد (به لاتین: Səfikürd) یک منطقه مسکونی در جمهوری آذربایجان است که در شهرستان گوی‌گول واقع شده است. صفی‌کرد ۱۱۴ نفر جمعیت دارد.